# Pianto antico
(Lettera di Giosuè Carducci a Ferdinando Cristiani, 14 novembre 1870)
Pianto antico è una poesia di Giosuè Carducci dedicata al figlio Dante. Il testo autografo reca la data giugno 1871. È il quarantaduesimo componimento della raccolta Rime nuove (1887).

## I lutti familiari
Il 9 novembre 1870 il piccolo Dante morì a soli 3 anni di età, molto probabilmente di tifo, nella casa paterna di via Broccaindosso a Bologna. La mortalità infantile non era infrequente in quei tempi, dovuta spesso alle ancora limitate conoscenze della medicina.
Così Carducci descrive la morte improvvisa del figlio:
(lettera di G. Carducci al fratello Valfredo, 10 novembre 1870)
Dante era stato il primo maschio, dopo Beatrice e Laura, nato dopo il matrimonio di Carducci con Elvira Menicucci. L'ultima figlia, Libertà, nascerà nel 1872.
Nel febbraio dello stesso anno il poeta aveva perso anche la madre, Ildegonda Celli, venendogli così a mancare in appena nove mesi quella che gli aveva dato la vita e quello a cui egli l'aveva trasmessa:
(Lettera di G. Carducci al fratello Valfredo, 10 novembre 1870)
Del primo grave lutto così scrisse al fratello:
(lettera di G. Carducci al fratello Valfredo, 3 febbraio 1870)
Nella lettera sopra citata Carducci accenna ad un'altra tragica morte («...riveggo il nostro fratello morto...»): il suicidio del fratello Dante nel 1857, appena ventenne, del quale il poeta aveva voluto mantenere il ricordo nel nome del proprio figlio.
Di questi giovani morti dallo stesso nome e così vicini Carducci celebrò ancora le vite interrotte prematuramente nel sonetto Funere mersit acerbo, inserito anch'esso in Rime nuove e scritto poco tempo dopo la morte del figlio.
(Funere mersit acerbo, vv. 5-8)

## Il testo
Nel testo il poeta contrappone al piccolo defunto l'albero di melograno che nell'orto ha prodotto da poco nuovi germogli e a cui l'estate ridà nuova vita con il calore e la luce. Dante, figlio di un povero corpo invecchiato e sciupato dal tempo, unico dono di una vita sentita ormai inutile, giace nella fredda terra di un camposanto, non potrà più vedere la luce del sole, né godere dell'amore.

## Analisi

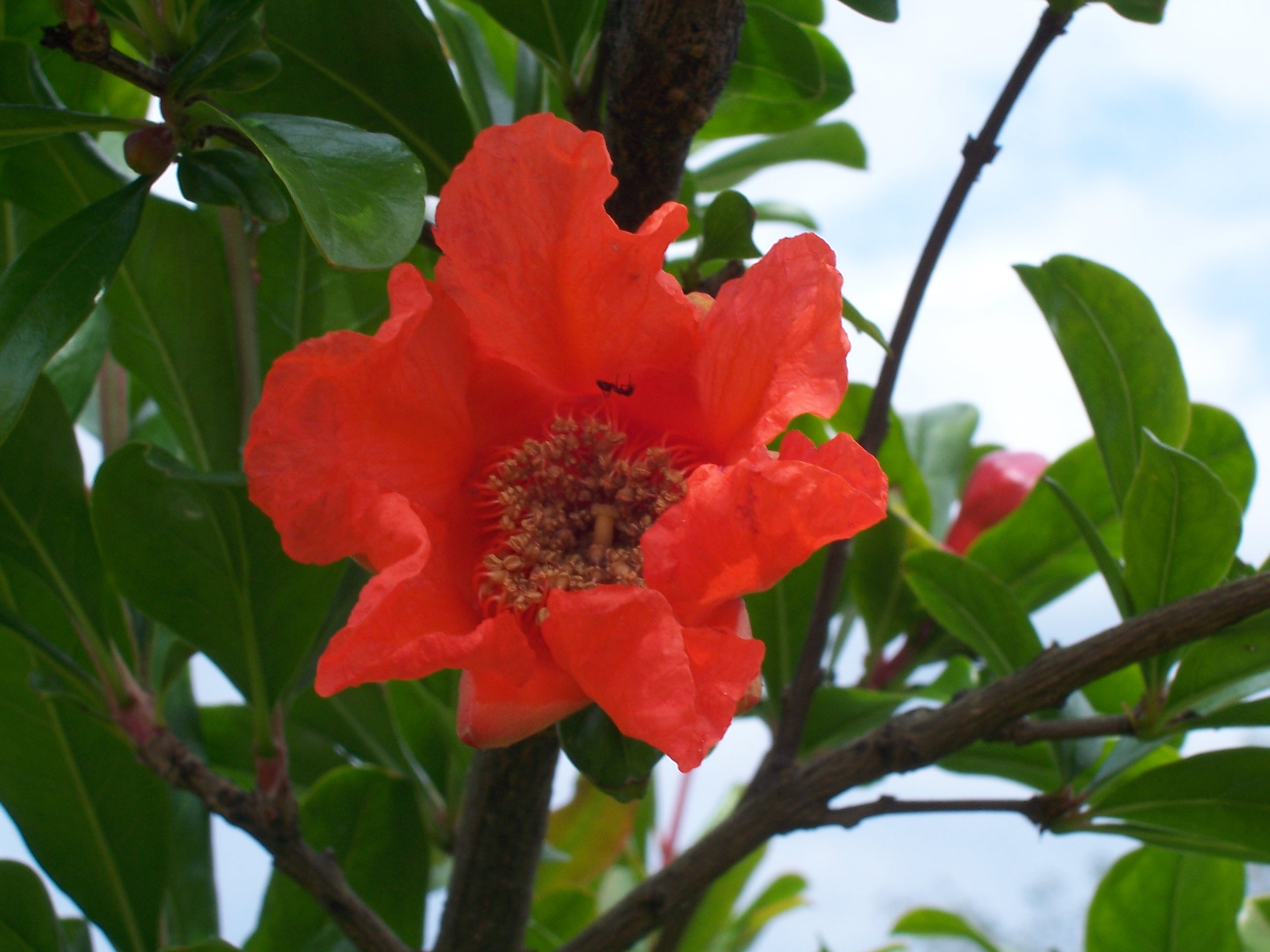
Fiore di melograno

La forma della poesia è quella di una breve ode anacreontica in quartine di settenari, secondo lo schema abbc (il quarto verso sempre C, è sempre tronco).

### Il simbolo del melograno
L'albero a cui tendevi

La pargoletta mano,

Il verde melograno

Da' bei vermigli fior,
Il pianto del padre è antico come il dolore che gli uomini di tutti i tempi hanno provato di fronte alla morte. Emerge dal passato anche la figura del melograno, antico simbolo di fertilità, di rinascita e resurrezione. Nell'antichità la melagrana era simbolo di nuova vita ma anche, specie nell'arte rinascimentale italiana, in Donatello, Michelozzo, Verrocchio, simbolo di morte.

### Vita e morte
Nel muto orto solingo

Rinverdí tutto or ora

E giugno lo ristora

Di luce e di calor.
Quest'albero, che al termine dell'inverno appare secco e arido, tale da sembrare ormai morto, ecco che invece ricomincia a nascere al calore del sole primaverile e a mettere quei bei piccoli fiori, di un rosso intenso come quello del sangue vitale, che la giovane vita del piccolo Dante invano ha cercato di afferrare. Il melograno resusciterà a nuova vita; non così il bambino, ormai per sempre nella terra fredda e nera.
Il gioco dei termini usati nella poesia esprimono il netto contrasto tra la vita ("luce", "calor") e la morte ("pianta... inaridita", "terra fredda", "terra negra") tanto più dolorosa quando coglie una "pargoletta mano" non più capace di trattenere nelle sue mani la vita.
Tu fior de la mia pianta

Percossa e inaridita,

Tu de l'inutil vita

Estremo unico fior,
Dante era stato l'ultimo, unico frutto, di una pianta, di quella ormai inutile vita che Carducci sente non più scorrere in lui: ormai non piange neppure più, è completamente inaridito perché la sua vita è  stata spezzata dalle radici.
Quel piccolo orto, prima luminoso e sonoro dei rossi colori del melograno e dei giochi del bimbo ora appare al poeta troppo silenzioso e solitario ed ormai né il sole, né l'amore potranno farvi ritornare la vita.
Lo stesso ritmo infine della poesia sembra suggerire quelle nenie che si recitano ai bambini per farli addormentare ma qui non c'è gioco fantastico, vi è  tristezza, rassegnazione profonda: questa è una nenia per un sonno di morte.
Sei ne la terra fredda,

Sei ne la terra negra;

Né il sol più ti rallegra

Né ti risveglia amor.

### Lo stile
Il componimento è ritenuto uno dei primi esempi di stile nominale per l'abbondanza di nomi (aggettivi e sostantivi) e la scarsa presenza di verbi. Questi ultimi, infatti, si rilevano nel testo ma o in funzione di aggettivo, espressa con dei participi passati (percossa e inaridita) o in forma di verbo metaforico come "rinverdì".